# アラン・ロバート・マレー
アラン・ロバート・マレー（Alan Robert Murray 1954年7月30日 - 2021年2月24日）は、音響編集者である。
アカデミー音響編集賞には9度ノミネートされており、『硫黄島からの手紙』（2005年）と『アメリカン・スナイパー』（2014年）で受賞を果たしている。

## 受賞とノミネート
| 賞           | 年   | 部門           | 作品                         | 結果       |
| ------------ | ---- | -------------- | ---------------------------- | ---------- |
| アカデミー賞 | 1985 | 音響効果編集賞 | レディホーク                 | ノミネート |
| アカデミー賞 | 1989 | 音響効果編集賞 | リーサル・ウェポン2/炎の約束 | ノミネート |
| アカデミー賞 | 1996 | 音響効果編集賞 | イレイザー                   | ノミネート |
| アカデミー賞 | 2000 | 音響編集賞     | スペース カウボーイ          | ノミネート |
| アカデミー賞 | 2006 | 音響編集賞     | 硫黄島からの手紙             | 受賞       |
| アカデミー賞 | 2006 | 音響編集賞     | 父親たちの星条旗             | ノミネート |
| アカデミー賞 | 2014 | 音響編集賞     | アメリカン・スナイパー       | 受賞       |
| アカデミー賞 | 2015 | 音響編集賞     | ボーダーライン               | ノミネート |
| アカデミー賞 | 2016 | 音響編集賞     | ハドソン川の奇跡             | ノミネート |
| アカデミー賞 | 2019 | 音響編集賞     | ジョーカー                   | ノミネート |